# Sami (2001.)
Sami je hrvatski dugometražni film iz 2001. godine.